# Rey Rata (Tortugas ninja)
El Rey Rata es un personaje ficticio de la franquicia multimedia Tortugas Ninja. El personaje fue creado por Jim Lawson y apareció por primera vez en el cómic Tales of the Teenage Mutant Ninja Turtles #4 escrito por Jim Lawson y ha hecho varias apariciones desde entonces, en cómics y otros medios, como series animadas y videojuegos.
El Rey Rata nació y se crio en Boston y luego emigró a Nueva York. Sigue siendo uno de los personajes más enigmáticos de las Tortugas Ninja, con varias apariciones que lo representan como un villano, un personaje neutral e incluso un aliado de las Tortugas Ninja. El Rey Rata tiene un atuendo distinguible, que consiste en harapos sucios y andrajosos y, sobre todo, varios vendajes que cubren su cuerpo. El Rey Rata tiene una aparente influencia telepática sobre las ratas.

## Apariciones

### Mirage Comics
En los cómics de Mirage Studios Tortugas Ninja, el Rey Rata hace su primera aparición en Tales of the Teenage Mutant Ninja Turtles #4 como el principal antagonista de la historia. Después de residir en un pantano durante varios meses, el Rey Rata (que permanece sin nombre hasta el final del número) decide aventurarse en un parque industrial abandonado cercano y usarlo como refugio contra el invierno que se avecina. Allí, el Rey Rata se encuentra con las Tortugas Ninja y su amigo Casey Jones, que había venido al parque industrial para entrenar. Creyendo que las Tortugas y Casey son otros "monstruos" que desean tomar su territorio, el Rey Rata procede a acecharlos por todo el parque, e incluso captura a Michelangelo y dejándolo para ser devorado por las ratas (Michelangelo luego escapa). El Rey Rata finalmente es derrotado por Leonardo quien, en un duelo con el Rey Rata, le arroja varios shurikens, que lo desequilibran y lo hacen caer en picado en un silo.

### Teenage Mutant Ninja Turtles (1987–1996)
A pesar de ser un personaje secundario en los cómics de Mirage en el momento de su emisión inicial, el Rey Rata (con la voz de Townsend Coleman) aparece como un personaje recurrente en la serie animada Teenage Mutant Ninja Turtles de 1987 , siendo uno de los pocos villanos de los cómics de Mirage en hacer la transición a la caricatura (los otros son Shredder, El Clan del Pie, Triceratons y Dr. Stockman). La contraparte de dibujos animados del Rey Rata era algo inconsistente en algunos aspectos de su versión cómica, se mostraba con cabello rubio o naranja en lugar de negro y con un traje ligeramente alterado; sus primeras apariciones en el programa también lo hicieron controlar ratas con una flauta (a la de El flautista de Hamelín) en lugar de su mente como en episodios posteriores. Incluso Splinter se vio afectado por la música y casi mata al TMNT en una pelea. La versión de dibujos animados del Rey Rata también fue representada como muy inteligente, capaz de crear cosas tales como varios brebajes químicos y bombas.

### Archie Comics
En la serie Archie Comics Teenage Mutant Ninja Turtles Adventures, el Rey Rata recibe el nombre de Lord Ha'ntaan. La primera aparición del Rey Rata en Archie Comics es en el número once, donde las Tortugas lo encuentran mientras buscan a Shredder en las alcantarillas. El Rey Rata permite que las Tortugas lo pasen sin obstáculos y les dice dónde está Shredder, después de que Leonardo demuestra que él y sus hermanos quieren decir que él y su rata no le hacen daño.
El Rey Rata tiene un papel extendido en "The Future Shark Trilogy", que revela que todavía estará activo varias décadas en el futuro (sin mostrar signos de haber envejecido en absoluto). Después de que la versión futura de  Donatello exterminara a la mayoría de la población de ratas del mundo, en un futuro donde las inundaciones provocadas por el calentamiento global provocan que las ratas entren en las casas de las ciudades, el Rey Rata le declara la guerra a él y a sus aliados por matar a tantos de sus "niños". Aunque se menciona a lo largo de "The Future Shark Trilogy", el Rey Rata solo aparece en persona en el último número del arco argumental, en el que participa en una batalla real con las Tortugas, sus aliados y varios otros villanos. El Rey Rata es derrotado en el problema después de que Verminator X inunda accidentalmente la habitación en la que todos están, arrastrando al Rey Rata y sus ratas.

### Teenage Mutant Ninja Turtles (2003–2009)
En Teenage Mutant Ninja Turtles de 2003, el Rey Rata (a quien nunca se hace referencia como tal y con la voz de David Zen Mansley) aparece en el episodio "I, Monster", que es una adaptación de su primera aparición en Mirage Comics. En lugar de morir como en los cómics, el Rey Rata sobrevive a la caída al silo después de su pelea con Leonardo.

### Teenage Mutant Ninja Turtles (2012–2017)
El Rey Rata apareció en la caricatura de Teenage Mutant Ninja Turtles de 2012, con la voz de Jeffrey Combs. En la temporada 1 de esta serie, el Rey Rata fue presentado como Victor Falco, un científico que trabaja en un neuroquímico que le permite leer los pensamientos y, en última instancia, anticipar cada movimiento que hacen las Tortugas. Después de que un experimento lo deja desfigurado, se va a las alcantarillas para planear su venganza contra las Tortugas mediante el control mental de Splinter, hasta que él y sus ejércitos fueron detenidos. En la temporada 2, después de la lluvia de mutágenos que tuvo Nueva York, varios contenedores de mutágenos cayeron sobre la ciudad. El Rey Rata obtuvo uno de estos contenedores y comenzó a realizar experimentos con sus ratas, mutándolas. El plan del Rey Rata es formar un ejército de ratas humanas como Splinter para conquistar la ciudad. En la batalla final, el Rey Rata es derrotado al ser arrojado al abismo por Splinter. En la temporada 4, el Rey Rata regresa de sobrevivir a la caída, usando sus juegos mentales contra Splinter nuevamente, pero al superarlo, logra derrotar al Rey Rata, quien es descubierto como un cadáver esquelético y se da cuenta de que todo lo que tenía no era nada más que una alucinación creada por su fiebre.

### Editorial IDW
En la serie de cómics de IDW, el Rey Rata se revela como el hermano de Kitsune, quien previamente le había lavado el cerebro a Leonardo.

## Videojuegos
El Rey Rata aparece como un jefe en la versión Super NES de Teenage Mutant Ninja Turtles: Turtles in Time, luchando contra el jugador que usa el Footski equipado con misiles y boyas con púas. El Rey Rata también aparece como jefe y personaje jugable desbloqueable en la versión Super NES de Teenage Mutant Ninja Turtles: Tournament Fighters.
La versión Slayer del Rey Rata de la serie animada de 2003 también aparece como el jefe del Episodio Dos en Teenage Mutant Ninja Turtles 3: Mutant Nightmare. También aparece como un jefe recurrente en la versión de Nintendo DS, en un punto luchando junto al mismo Agente Bishop.
El Rey Rata es el principal enemigo del primer acto del juego 3DS de 2014 y funciona como el segundo jefe del juego.